# Pacônia (gens)
Pacônia (em latim: Paconia, pl. Paconii) era uma família plebeia minoritária da Roma Antiga. Nenhum membro desta gens obteve qualquer cargos elevado no estado romano na época da República, mas Aulo Pacônio Sabino foi um senador e exerceu o consulado em 58 d.C., durante o reinado de Nero.

## Origem
O nome Pacônio pertence a uma classe de gentilícia formada pelo sufixo -onius. Esse nome é originalmente derivado de outros nomes terminados em -o, embora mais tarde esse sufixo tenha passado a ser considerado um formador de gentios. Neste caso, a raiz do nome é provavelmente o prenome Pácio da língua Osca, o que tornaria esse nome um cognato de Pácio, Pacília e talvez Pacídia.

## Membros
- Marco Pacônio, um equestre, cujos bens foram confiscados por Públio Clódio Pulcro durante seu tempo como tribuno da plebe.[2]
- Pacônio, natural da Mísia ou da Frígia, cujas reclamações sobre Quinto Túlio Cícero foram discutidas em correspondência com seu irmão, Marco. Seu nome é incerto, e pode ter sido Peônio.[3]
- Marco Pacônio, um legado sob o comando de Caio Júnio Silano, procônsul da Ásia em 22 d.C. Pacônio acusou o procônsul de malversação, acusação que levou ao exílio de Silano. Mas logo depois, o próprio Pacônio foi acusado de traição e condenado à morte.[4][5] [6]
- Aulo Pacônio Sabino, cônsul sufecto nos últimos meses de 58 d.C.[6]
- Quinto Pacônio M. f. Agripino, um filósofo estoico, elogiado por Epiteto e Arriano. Durante o reinado de Nero, foi acusado juntamente com Trásea, e banido da Itália. [7][8] [6]
- Pacônia Q. f. M. n. Agripina, casou-se com Lúcio Dércio. [6]